# Junya Higashi
Junya Higashi (東 隼也 Higashi Junya?), född 13 november 1997 i Hyōgo prefektur, är en japansk fotbollsspelare.
Higashi började sin karriär 2016 i Vissel Kobe. 2018 flyttade han till Fukushima United FC.